# Cristal apériodique

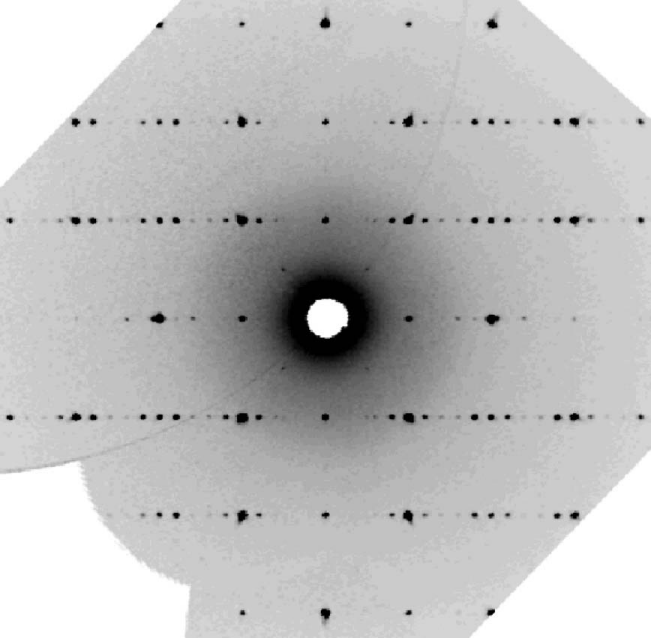
Espace réciproque

Un cristal apériodique est un cristal sans symétrie de translation tridimensionnelle mais présentant toujours un ordre tridimensionnel à échelle plus grande. En d’autres termes, c'est un cristal périodique de dimension supérieure. Les cristaux apériodiques sont classés en trois catégories : les structures modulées incommensurables, les structures composites incommensurables et les quasi-cristaux. 
Les diagrammes de diffraction des cristaux apériodiques possèdent deux ensembles de pics, qui comprennent les « réflexions principales » et les « réflexions satellites ». Les réflexions principales sont dans. la grande majorité plus intenses et couvrent un réseau défini par des vecteurs de réseau réciproques tridimensionnels {\displaystyle (a^{*},b^{*},c^{*})}. Les réflexions satellites sont moins intenses et sont connues sous le nom de « fantômes de réseau » ou « pics de diffraction satellites ». Ces réflexions ne correspondent à aucun point du réseau dans l'espace physique et ne peuvent pas être indexées avec les trois vecteurs d'origine. Pour comprendre les structures cristallines apériodiques, il est nécessaire d'adopter l'approche du « super-espace ». En science des matériaux, le super-espace (ou superspace) ou espace de dimension supérieure est développé avec le concept de description des structures et des propriétés des matériaux en termes de dimensions au-delà des trois dimensions classiques. Il permet l'utilisation de modèles mathématiques pour décrire le comportement des atomes ou des molécules dans un matériau en quatre dimensions, cinq, voire plus. 

## Histoire
L’histoire des cristaux apériodiques remonte au début du XXe siècle, aux débuts de la cristallographie. À cette époque, on pensait généralement que l'état fondamental de la matière était toujours représenté par un cristal idéal, caractérisé par une symétrie tridimensionnelle du réseau. Cependant, à la fin du siècle, plusieurs avancées dans le domaine de la cristallographie ont remis en question cette notion. Les chercheurs ont commencé à étudier la diffusion des rayons X et d'autres particules au-delà des pics de Bragg, ce qui a permis de mieux comprendre les effets des défauts et de la taille finie sur la structure des cristaux, ainsi que la présence de points supplémentaires dans les diagrammes de diffraction dus aux variations périodiques de la structure cristalline. Ces découvertes ont montré que l'état fondamental de la matière n'était pas toujours un cristal idéal et que d'autres structures plus complexes pouvaient également exister. Ces structures ont été identifiées comme des cristaux apériodiques, et leur étude est restée un domaine de recherche actif en cristallographie.

## Mathématiques de l'approche super-espace
La propriété fondamentale d'un cristal apériodique peut être comprise comme un espace physique tridimensionnel où les atomes sont positionnés, auxquels s'ajoutent des dimensions supplémentaires dans un deuxième sous-espace. 

### Super-espace
Dimensionnalités des cristaux apériodiques :
- {\displaystyle 3+1d},
- {\displaystyle 3+2d},
- {\displaystyle 3+3d}.

Le " {\displaystyle 3} " représente les dimensions du premier sous-espace, également appelé « espace externe » ({\displaystyle V_{E}}) ou « espace parallèle » ({\displaystyle V^{II}}).
Le " {\displaystyle d} " désigne la dimension supplémentaire du deuxième sous-espace, également appelé « espace interne » ({\displaystyle V_{I}}) ou « espace perpendiculaire » ({\displaystyle V^{\perp }}). Il est perpendiculaire au premier sous-espace.
- {\displaystyle V=V_{E}\oplus V_{I}}

En résumé, le super-espace est la somme directe de deux il est possible désormais de décrire une structure apériodique tridimensionnelle comme une structure périodique de dimension supérieure. 

### Indexation des pics
Pour indexer tous les pics de Bragg qu'ils soient de réflexion principale ou satellite, des vecteurs de réseau supplémentaires doivent être introduits :
- {\displaystyle s(3+1)=ha^{*}+kb^{*}+lc^{*}+mq},
- {\displaystyle s(3+2)=ha^{*}+kb^{*}+lc^{*}+mq_{1}+nq_{2}},
- {\displaystyle s(3+3)=ha^{*}+kb^{*}+lc^{*}+mq_{1}+nq_{2}+pq_{3}}.

En tenant compte des trois vecteurs de réseau réciproques {\displaystyle (a*,b*,c*)} engendrés par la réflexion principale, le quatrième vecteur {\displaystyle q} est exprimé par :
- {\displaystyle q=\sigma _{1}a^{*}+\sigma _{2}b^{*}+\sigma _{3}c^{*}}.

où {\displaystyle q} constitue un vecteur d'onde de modulation, désignant la direction et la longueur d'onde de l'onde de modulation passant à travers la structure cristalline.
Si au moins l'une des valeurs de {\displaystyle \sigma } appartient aux nombres irrationnels, alors la structure est considérée comme « modulée de manière incommensurable ».
Avec l’approche du superespace, il est possible de projeter le motif de diffraction d’un espace de dimension supérieure vers un espace tridimensionnel. 

## Exemple

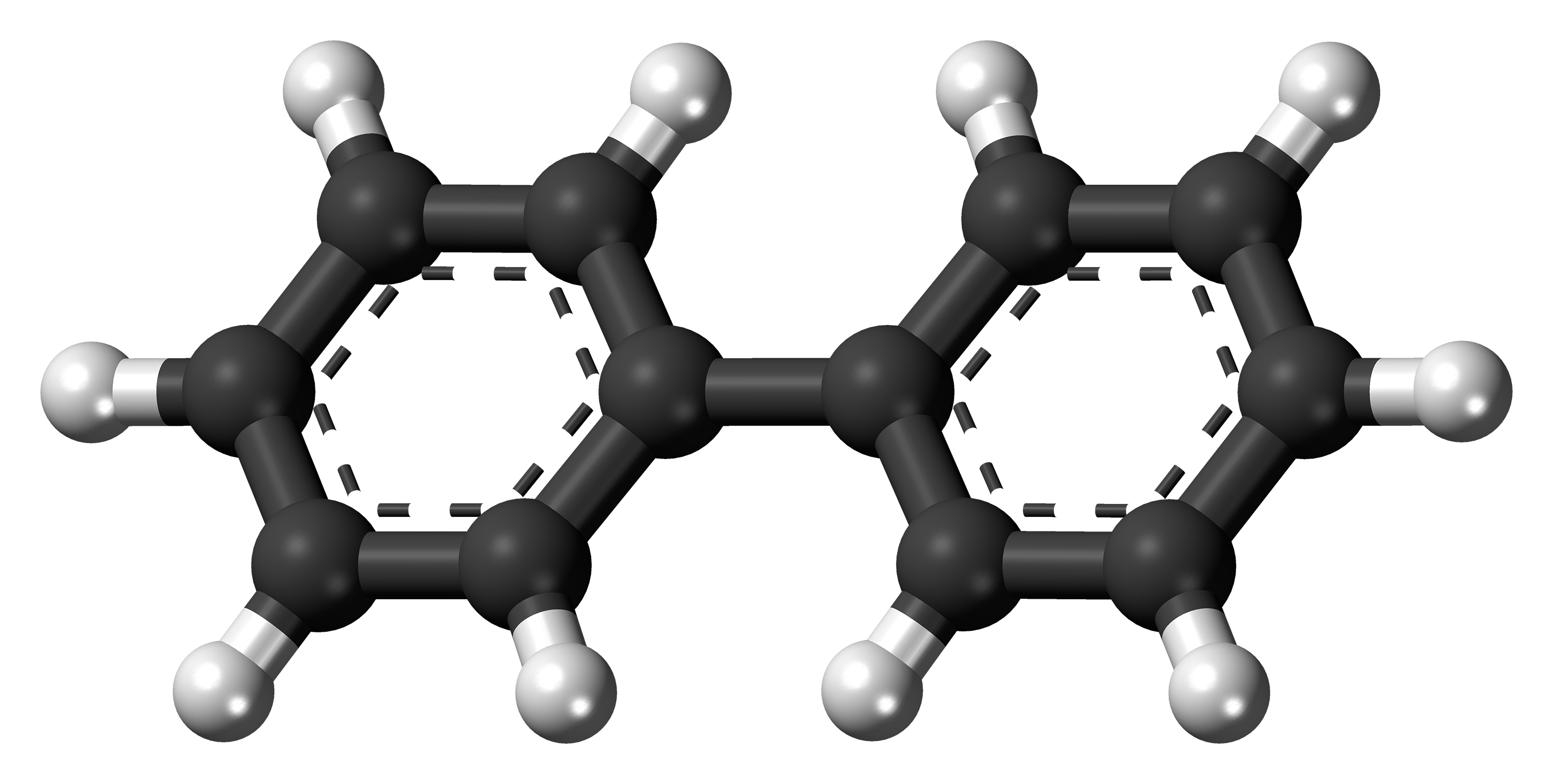
Molécule de biphényle.

### Biphényle
La molécule de biphényle est un composé moléculaire organique simple constitué de deux cycles phényle liés par une simple liaison Carbone-Carbone centrale, présentant une structure cristalline moléculaire modulée. Deux facteurs concurrents sont importants pour la conformation de la molécule. Le premier est l'encombrement stérique de l'orthohydrogène, générant une répulsion entre les électrons et provocant la torsion de la molécule. La molécule a donc une conformation non planaire qui se produit souvent lorsqu'elle est en phase gazeuse. Le deuxième facteur est l'effet électronique {\displaystyle \pi }, qui favorise la coplanarité des deux plans. Cela se produit souvent lorsque le biphényle est à température ambiante. 